# ماریا یوفروا-اسکوراتوفسکی
ماریا یوفروا-اسکوراتوفسکی (استونیایی: Maria Jufereva-Skuratovski؛ زادهٔ ۱۱ اکتبر ۱۹۷۹) سیاستمدار و نماینده مجلس اهل استونی است.